# وو چیانی
وو چیانی (به انگلیسی: Wu Jiani) ژیمناست زادهٔ 1966 میلادی اهل کشور چین است.